# 5150 (álbum)
5150 es el séptimo álbum de estudio del grupo de hard rock Van Halen, el primero que hicieron con el cantante Sammy Hagar, tras la salida de David Lee Roth (Eddie Van Halen comentó al respecto: "perdimos un frontman, pero ganamos un cantante").
Se nombró así al disco por el estudio casero de Eddie Van Halen, 5150, que en realidad es un código policiaco de California para referirse a una persona dañada mentalmente.
El álbum a diferencia de sus antecesores, tiene un pequeño cambio de estilo. Del potente sonido roquero de sus 5 álbumes anteriores a un sonido más apto para la comunidad Mainstream, incluye baladas con sintetizador y letras más maduras escritas por Sammy Hagar.
En Estados Unidos el álbum se colocó en el puesto número 1 de la lista Billboard 200 y la canción "Why Can't This Be Love" fue número 3 en el Billboard Hot 100. En Canadá, Finlandia y Suecia llegó al puesto número 2. También alcanzó el top 10 en varios países como Australia, Japón y Noruega.
El álbum fue certicado 6 x Platino por la Recording Industry Association of America (RIAA) vendiendo más de 7.5 millones de discos,3× Platino en Canadá por la Music Canada y 2× Platino en Australia por la Australian Recording Industry Association (ARIA).

## Lista de canciones
Todas las canciones escritas y compuestas por Eddie Van Halen, Sammy Hagar, Michael Anthony y Alex Van Halen. 
| Lado A |                          |          |  |
| N.º    | Título                   | Duración |  |
| 1.     | «Good Enough»            | 4:05     |  |
| 2.     | «Why Can't This Be Love» | 3:48     |  |
| 3.     | «Get Up»                 | 4:37     |  |
| 4.     | «Dreams»                 | 4:54     |  |
| 5.     | «Summer Nights»          | 5:06     |  |

| Lado B |                       |          |  |
| N.º    | Título                | Duración |  |
| 6.     | «Best of Both Worlds» | 4:49     |  |
| 7.     | «Love Walks In»       | 5:11     |  |
| 8.     | «5150»                | 5:44     |  |
| 9.     | «Inside»              | 5:02     |  |

## Posicionamiento en listas
| Lista (1986)                            | Máxima posición |
| --------------------------------------- | --------------- |
| Alemania (Offizielle Top 100)           | 11              |
| Australia (Kent Music Report)           | 5               |
| Austria (Ö3 Austria)                    | 13              |
| Canadá (RPM Top Albums)                 | 2               |
| Estados Unidos (Billboard 200)          | 1               |
| Finlandia (The Official Finnish Charts) | 2               |
| Japón (Oricon)                          | 4               |
| Noruega (VG-lista)                      | 5               |
| Nueva Zelanda (Recorded Music NZ)       | 13              |
| Países Bajos (Album Top 100)            | 30              |
| Reino Unido (UK Albums Chart)           | 16              |
| Suecia (Sverigetopplistan)              | 2               |
| Suiza (Schweizer Hitparade)             | 16              |

## Personal
Van Halen
- Sammy Hagar - voz principal y coros, guitarra
- Eddie Van Halen - guitarra, teclados, coros
- Michael Anthony - bajo, coros
- Alex Van Halen - batería

Producción
- Dan Chapman – ilustración
- Ken Deane – ingeniero de sonido
- Bobby Hata – Masterización
- Mick Jones - productor
- Donn Landee – productor, ingeniero
- Jeri McManus – dirección de arte
- Aaron Rapoport – fotografía
- Van Halen – dirección de arte
- Alex Van Halen – productor
- Eddie Van Halen – productor